# Codex Coislinianus
O Codex Coislinianus, ou Códice Coisliniano, também abreviado Hp ou 015 (Gregory-Aland), é um manuscrito uncial que contém o livro de Epístolas paulinas com lacunas numerosas. É datado do VI. Escrito em 1 coluna por página, em 16 linhas por página.
Conteúdos
1 Coríntios 10,22–29; 11,9–16;
2 Coríntios 4,2–7; 10,5–11,8; 11,12–12,4;
Gálatas 1,1–10; 2,9–17; 4,30–5,5;
Colossenses 1,26–2,8; 2,20–3,11;
1 Tessalonicenses 2,9–13; 4,5–11;
1 Timóteo 1,7–2,13; 3,7–13; 6,9–13;
2 Timóteo 2,1–9;
Tito 1,1–3; 1,15–2,5; 3,13–15;
Hebreus 1,3–8; 2,11–16; 3,13–18; 4,12–15; 10,1–7; 10,32–38; 12,10–15; 13,24–25.
Actualmente acha-se no Biblioteca Nacional da França (Suppl. Gr. 1074, e Coislin 202) en Paris, Megisti Lavra, Kiev, São Petersburgo, Moscovo, e Turim.